# San Vito
San Vito – miejscowość i gmina we Włoszech, w regionie Sardynia, w prowincji Sud Sardynia.
Według danych na rok 2004 gminę zamieszkiwało 3895 osób, 16,9 os./km². Graniczy z Burcei, Castiadas, Muravera, Sinnai, Villaputzu i Villasalto.